# مدرسه حیاتی
مدرسه حیاتی مربوط به اواخر زنديه و اوائل دوره قاجار است و در کرمان، مسیر بازار بزرگ، محدوده بازار وکیل واقع شده و این اثر در تاریخ ۱۰ مهر ۱۳۸۰ با شمارهٔ ثبت ۴۱۸۰ به‌عنوان یکی از آثار ملی ایران به ثبت رسیده است.
این بنای تاریخی در ابتدا محل سكونت و خانقاه رونق عليشاه اخوي حياتي كرماني بوده است. در سال ۱۲۶۷ هجری شمسی توسط بانک شاهنشاهی ایران و انگلیس خريداري گرديد. پس از تعطیلی بانک و انتقال آن به محل کنسولگری انگلیس، ساختمان حیاتی پس از انتقال اداره معارف در سال ١٣٢٠ برای استفاده دانش‌آموزان بازسازی و سال ١٣٢١ به احترام بانو "بی بی حیاتی" به نام او نامگذاری شد. این مدرسه تا سال ۱۳۵۶ به همین منظور استفاده می‌شد. پس از آن به مدت ۳۷ سال متروک و بلا استفاده شد. تا اینکه در پاییز سال ۱۳۸۵ به شماره ۴۱۸۰ به ثبت رسید و در سال ۹۳ با دستور استاندار وقت با هدف تغییر کاربری به موزه، مرمت و در زمستان ۱۳۹۴ توسط شهرداری کرمان به نام اکونو موزه بانو حیاتی افتتاح شد و اکنون به عنوان موزه مشاغل و حرف کرمان قدیم فعالیت می کند.
هر اتاق این موزه به یک هنر و یک صنعت اختصاص دارد. سفالگری، فرش بافی، گلیم بافی و ... اتاقی هم تزیین شده تا نشان دهد یک کرمانی با استفاده از وسایل هنری و دستی خود، منزلش را تزیین می‌کند.

## گالری

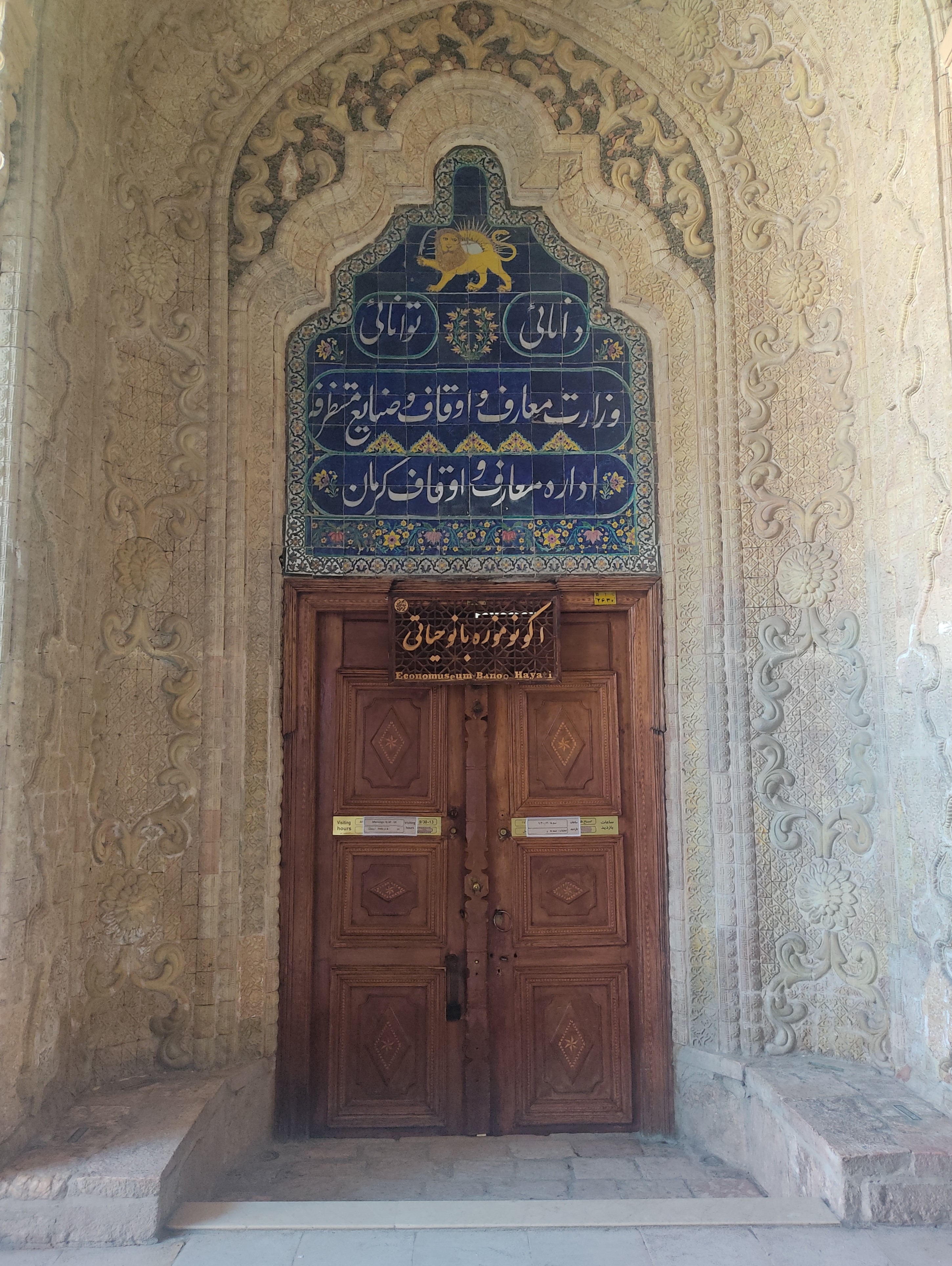
ورودی مدرسه حیاتی
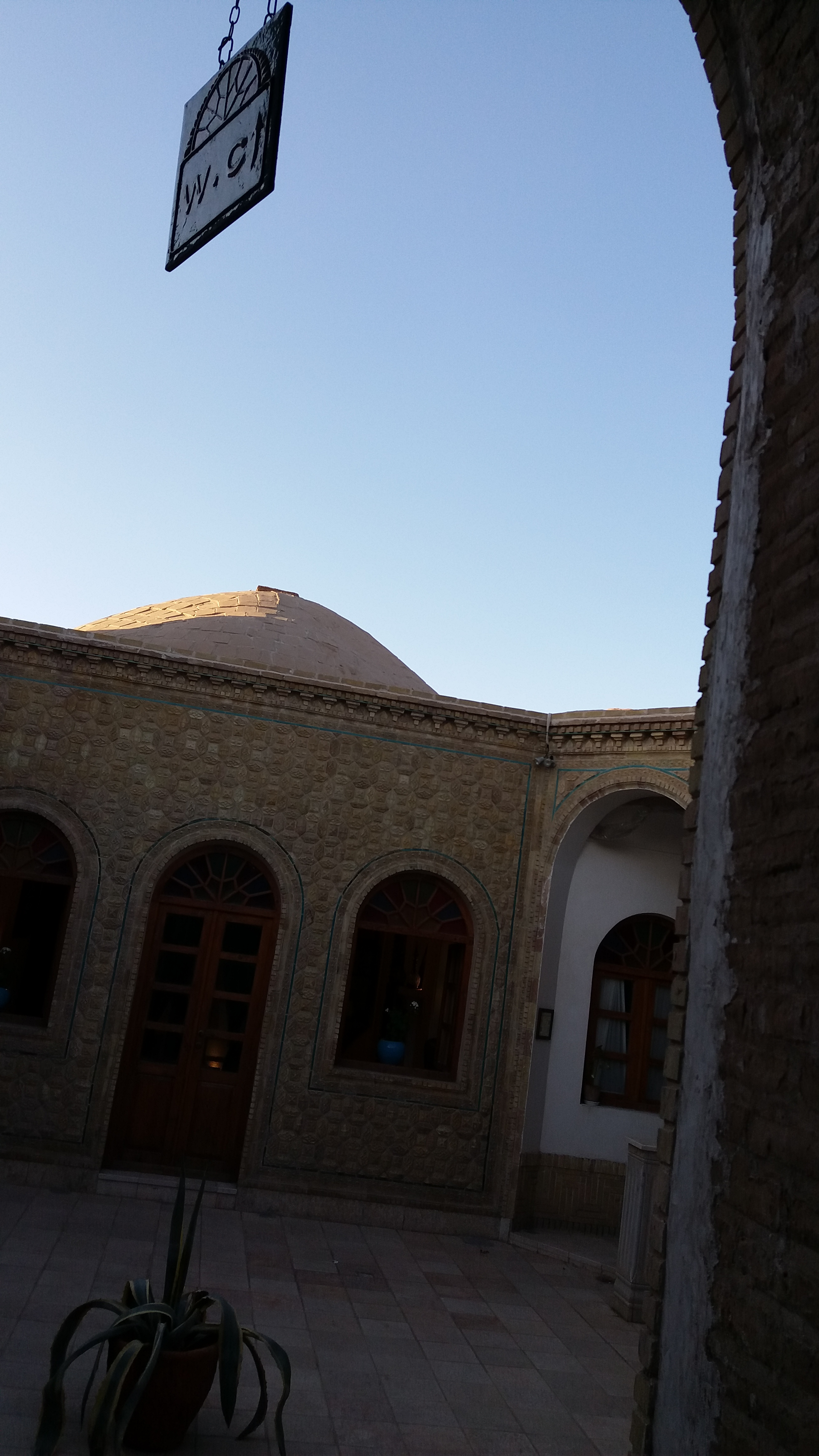
اکونوموزه بانو بی بی حیاتی
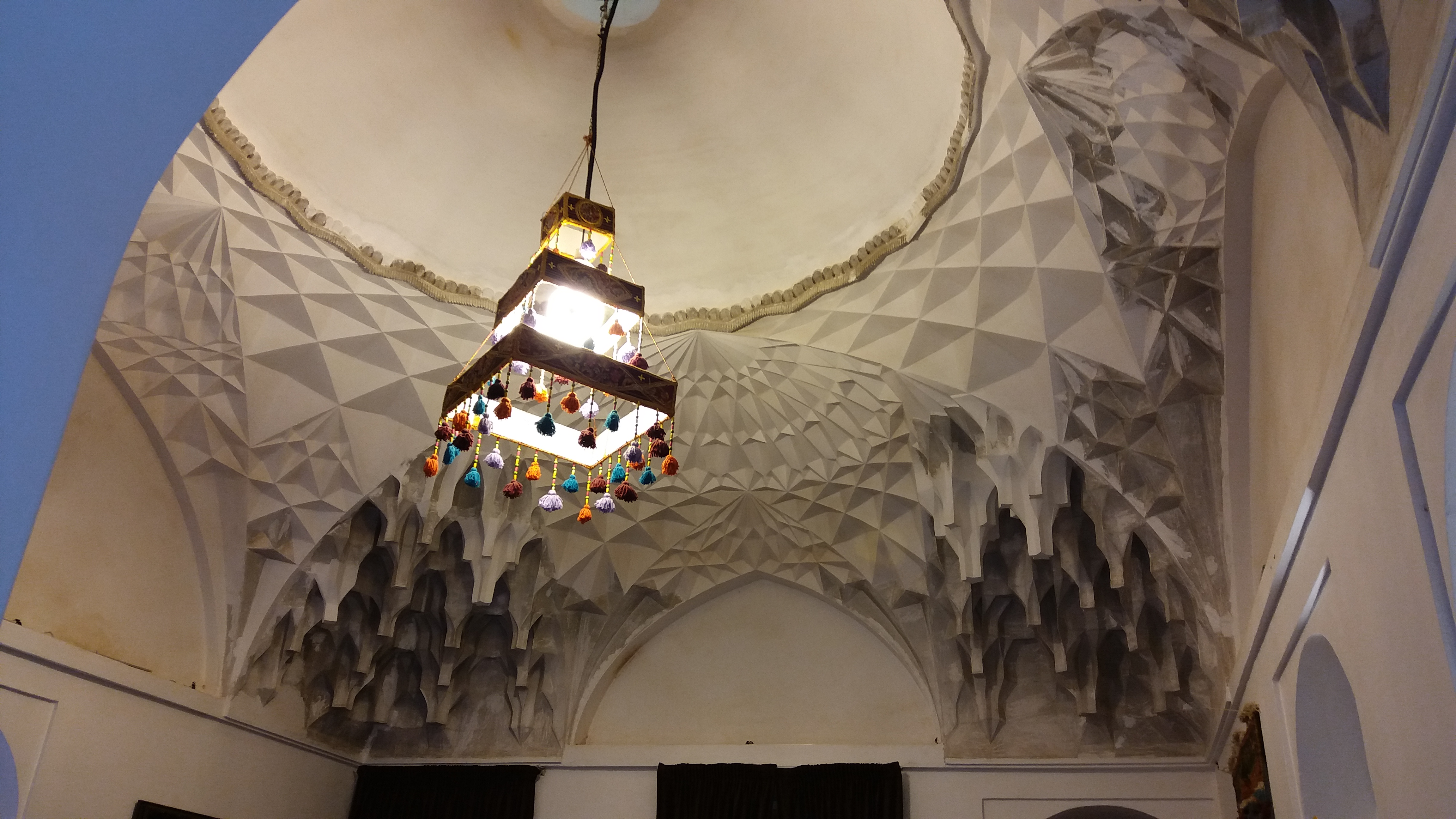
اکونوموزه بانو بی بی حیاتی
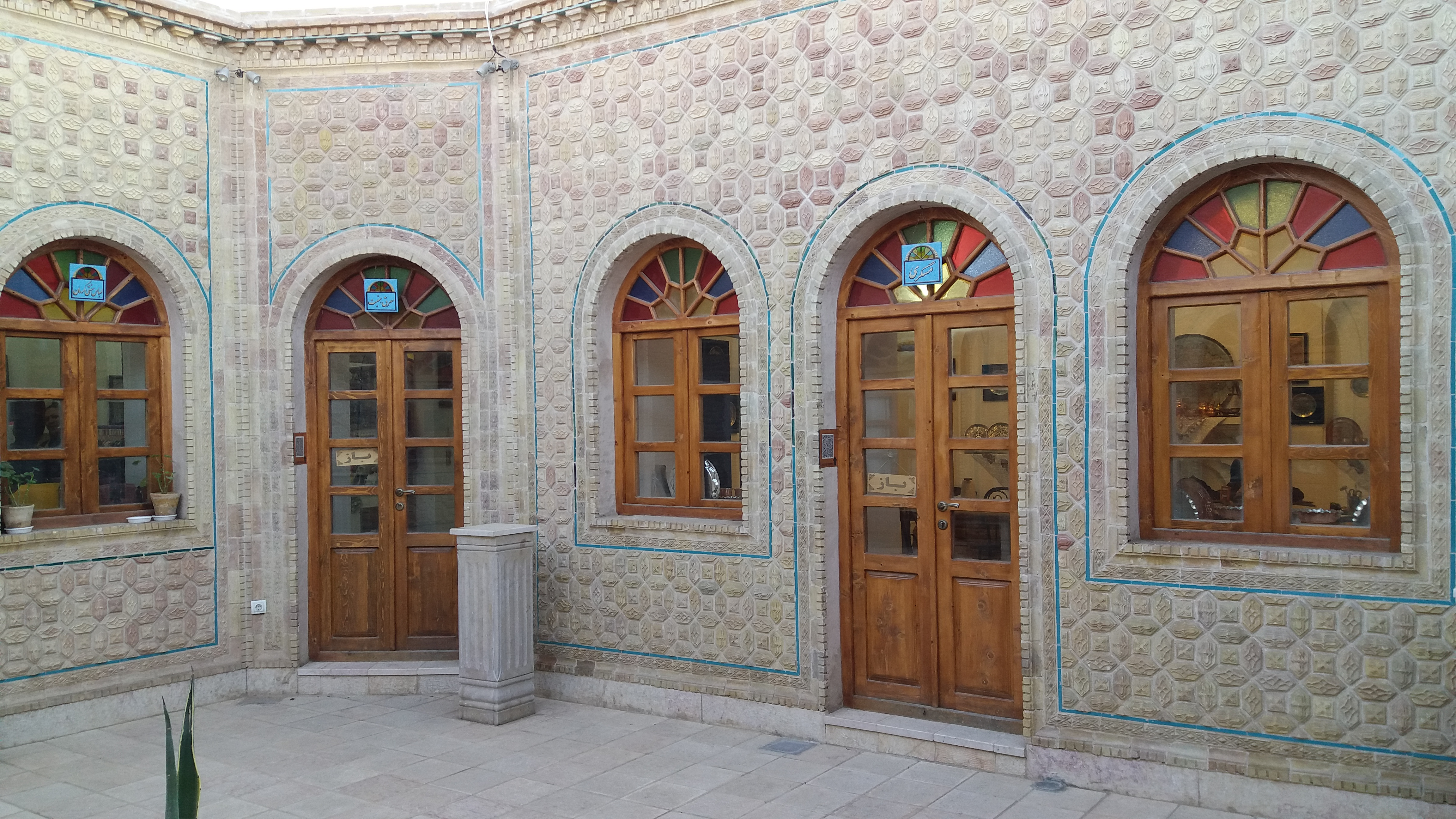
اکونوموزه بانو بی بی حیاتی
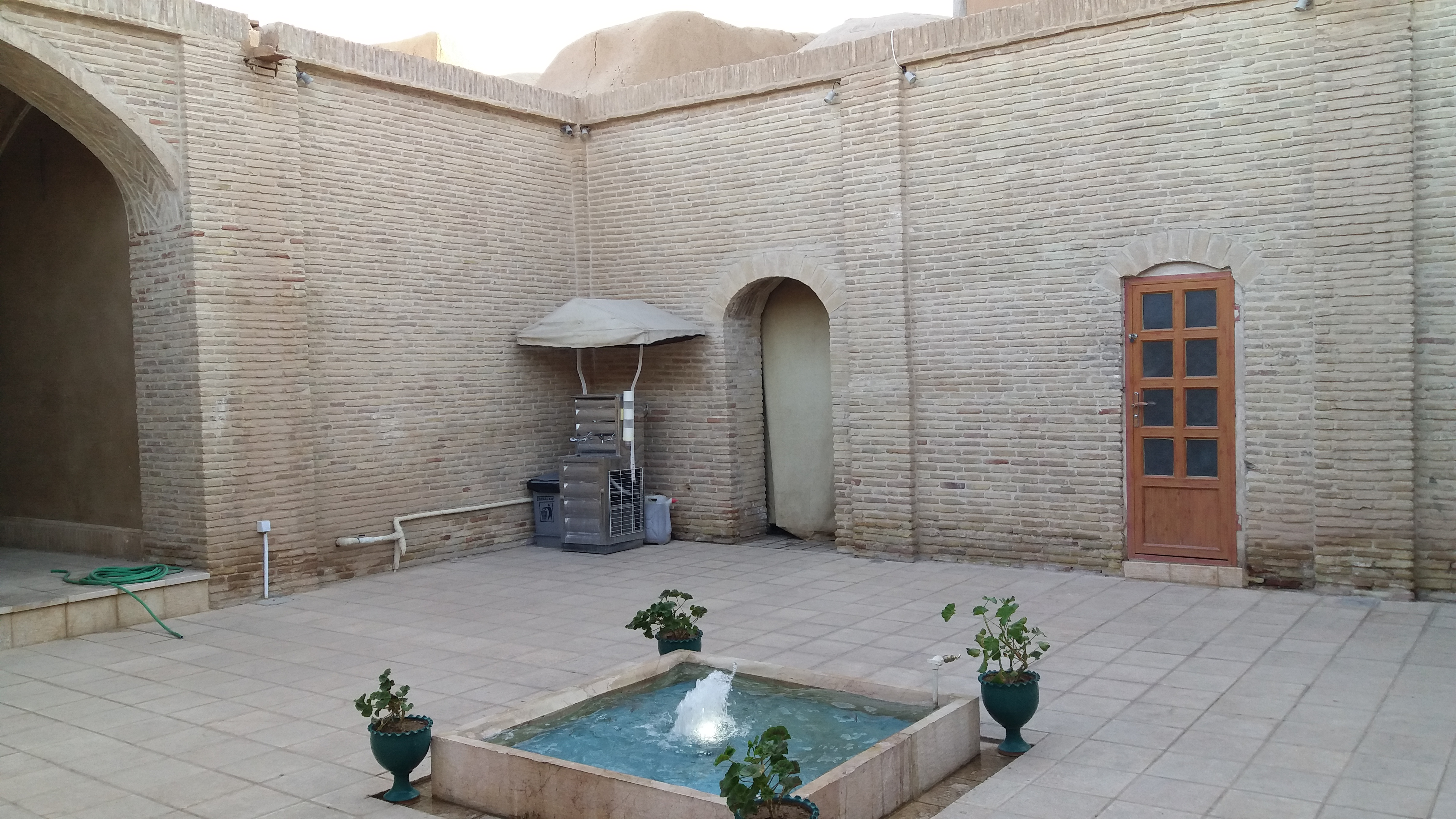
اکونوموزه بانو بی بی حیاتی
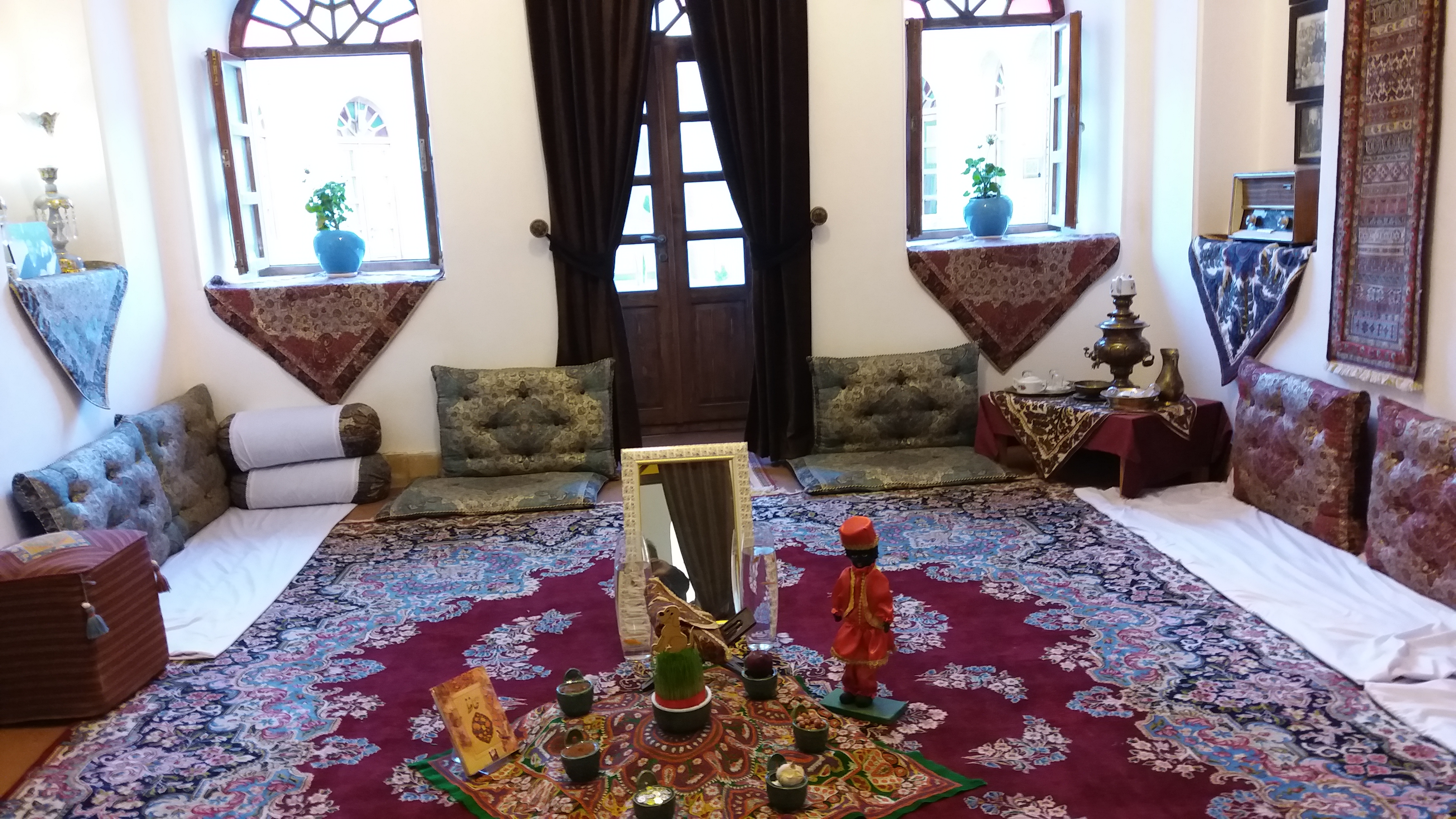
اکونوموزه بانو بی بی حیاتی
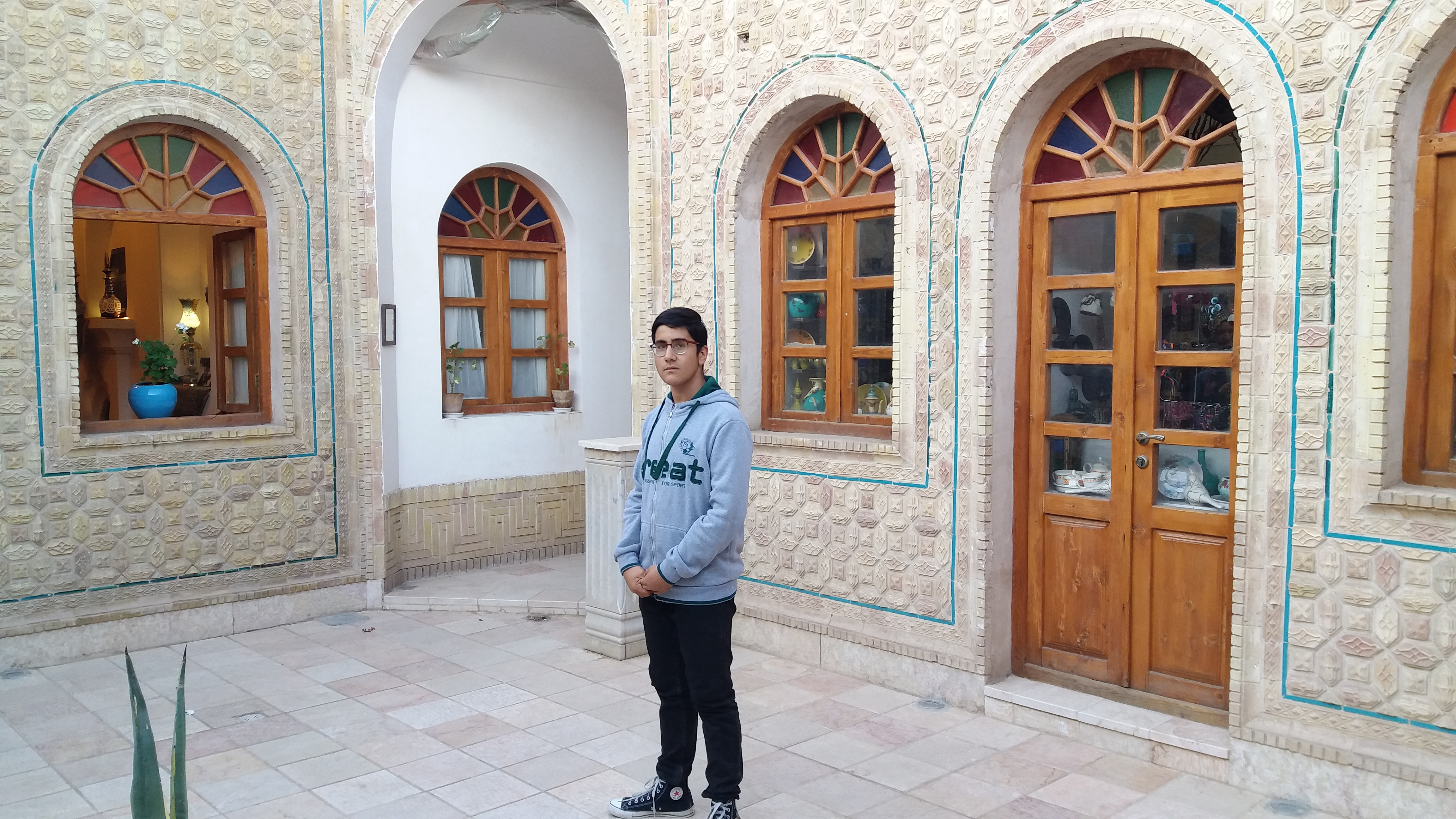
اکونوموزه بانو بی بی حیاتی
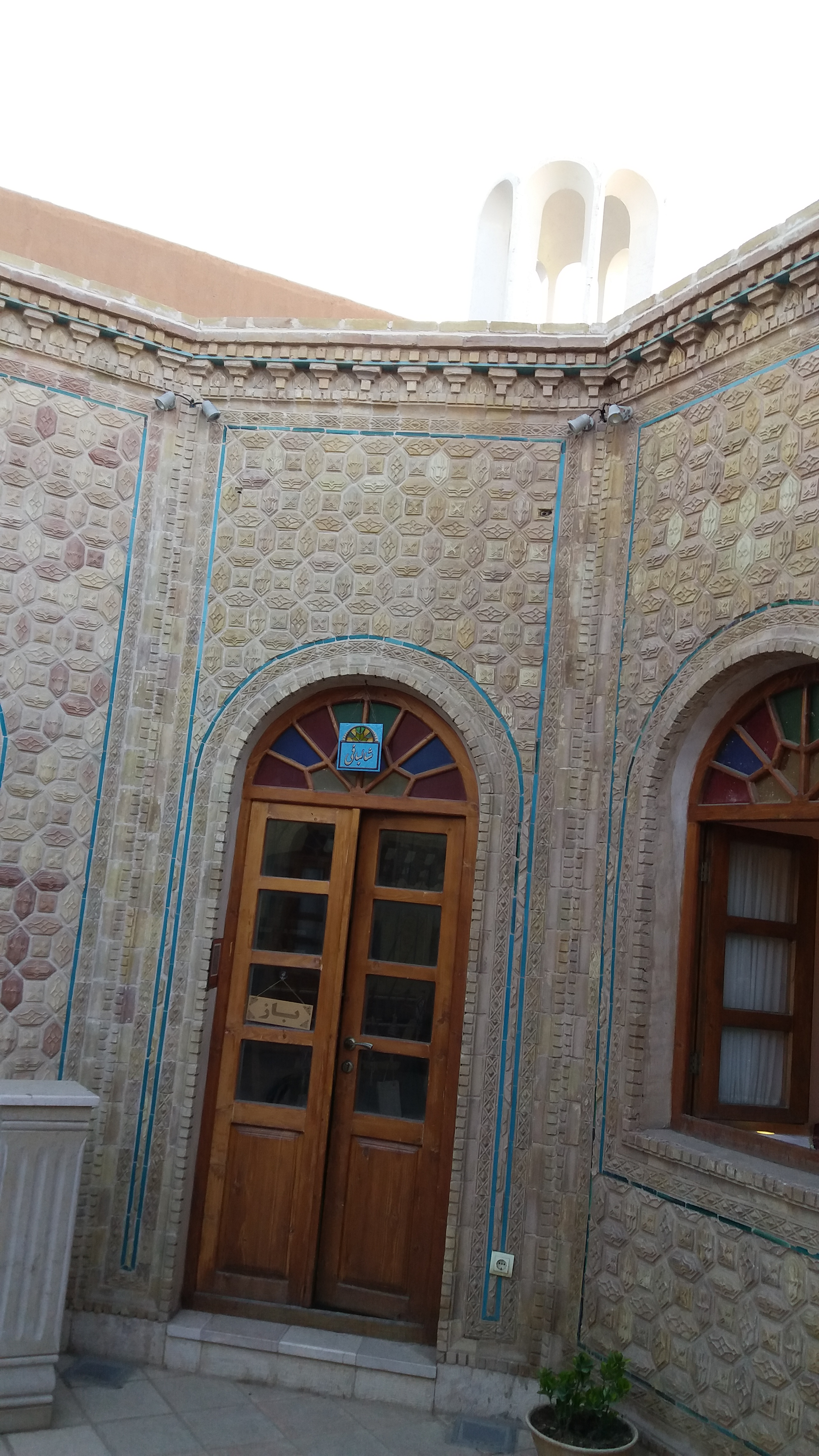
اکونوموزه بانو بی بی حیاتی
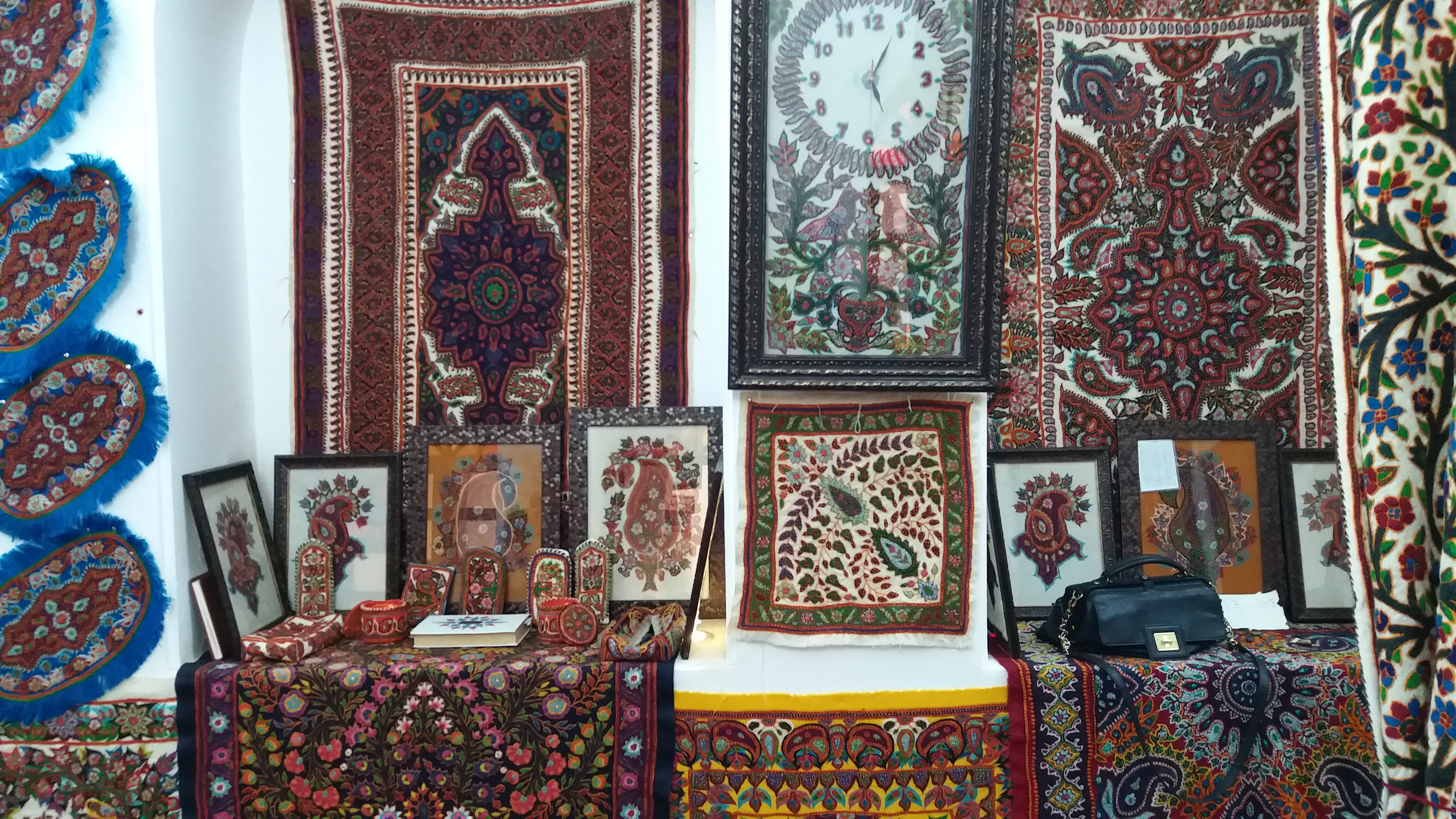
اکونوموزه بانو بی بی حیاتی
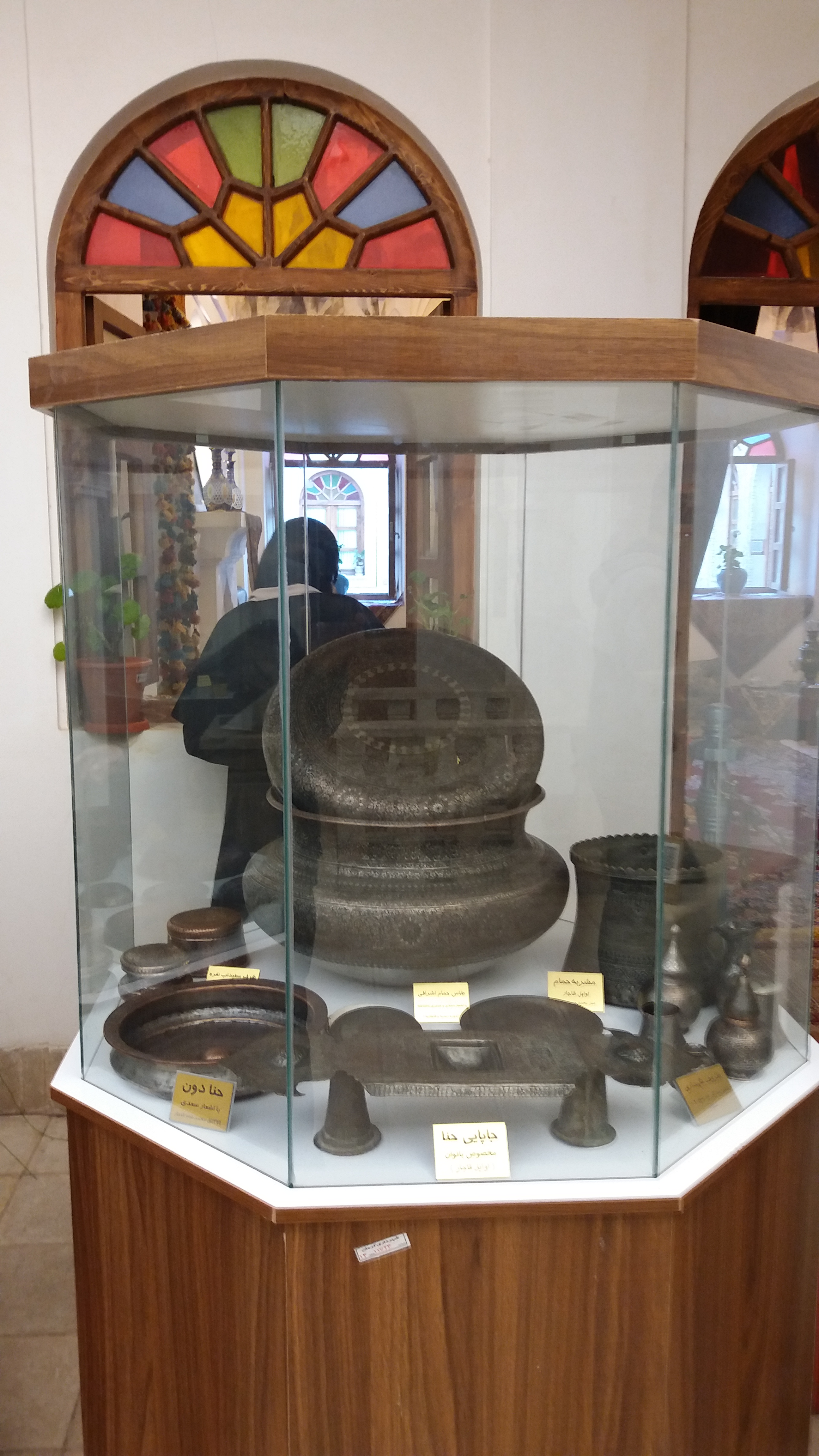
اکونوموزه بانو بی بی حیاتی
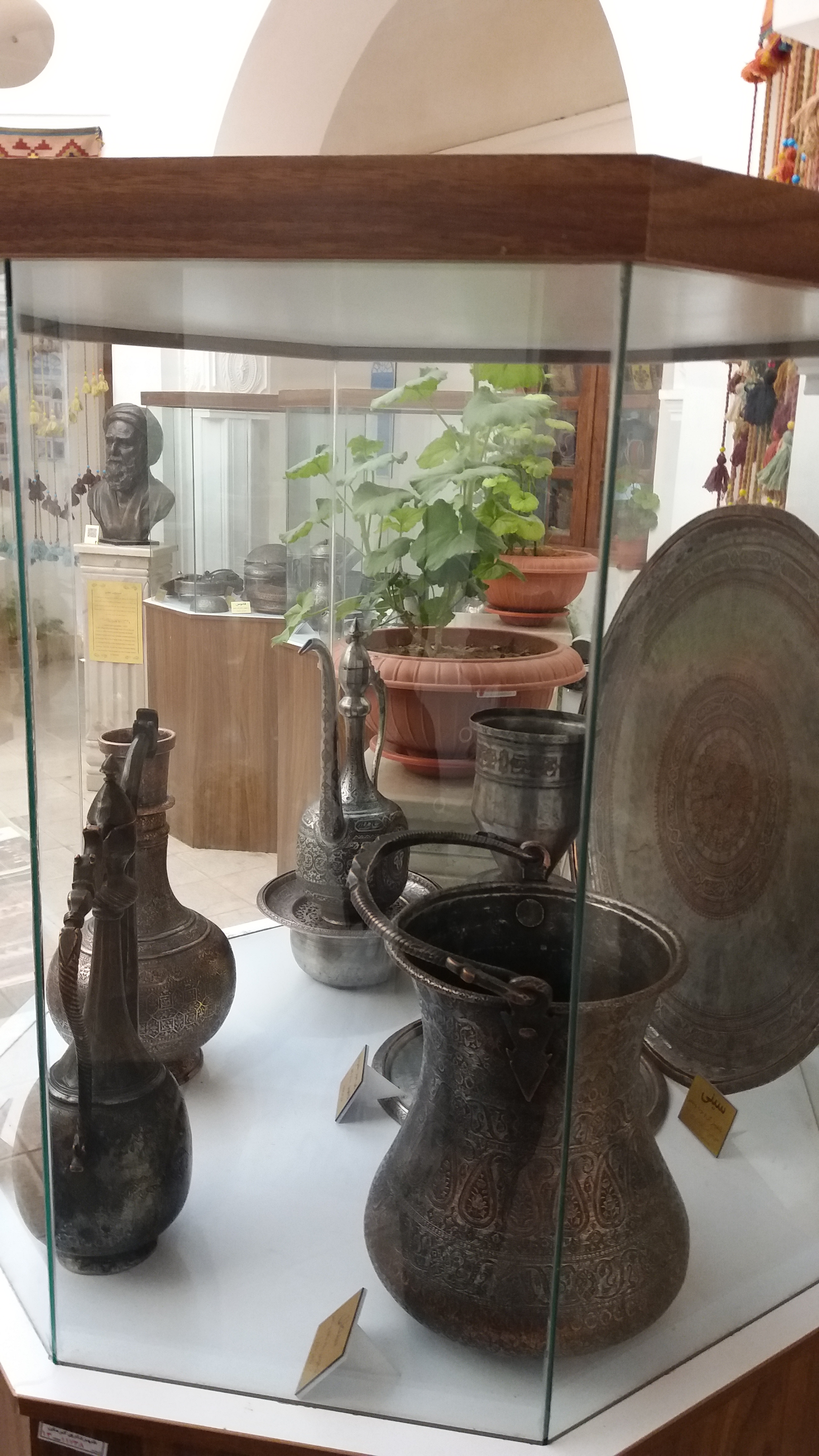
اکونوموزه بانو بی بی حیاتی
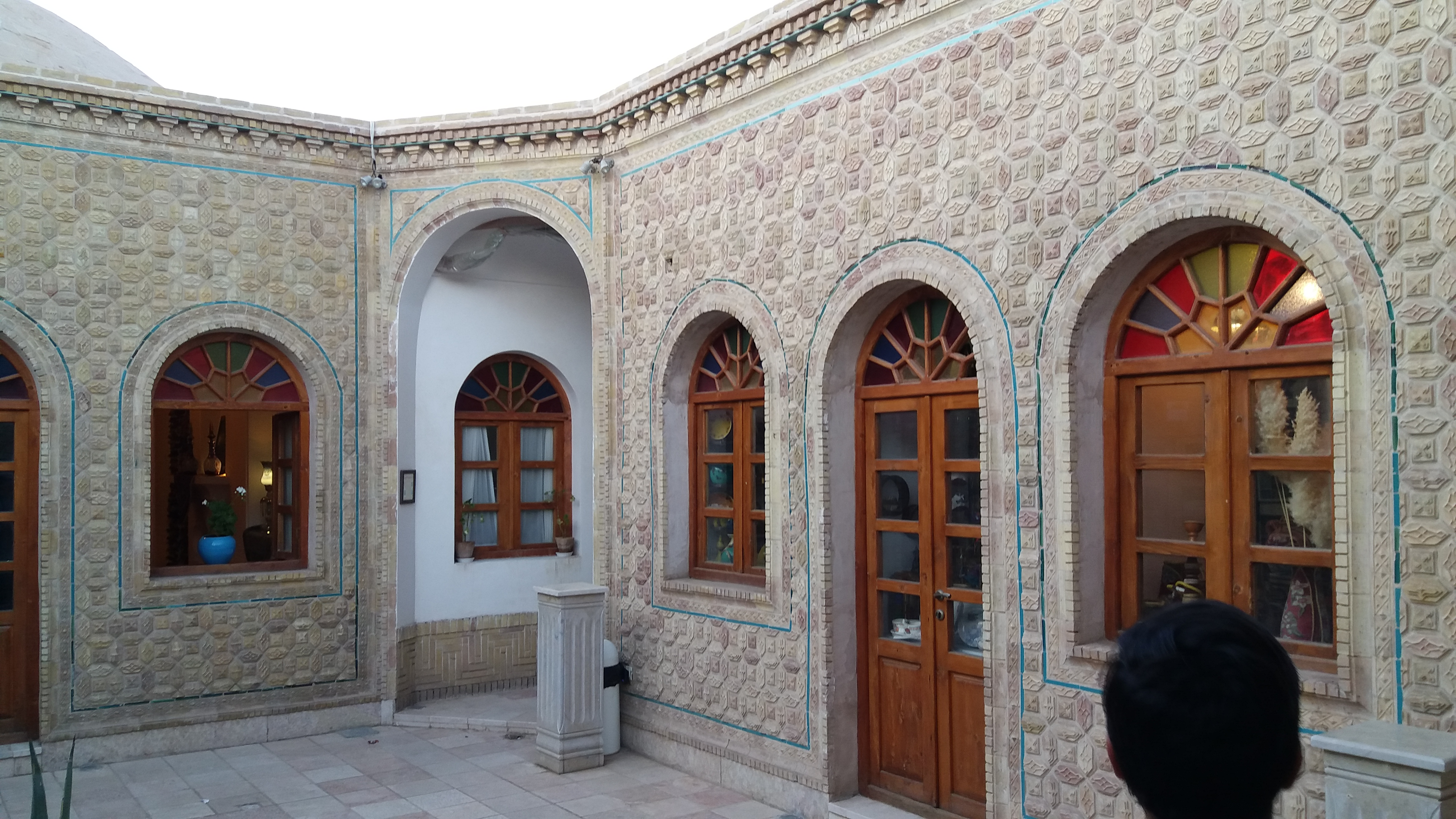
اکونوموزه بانو بی بی حیاتی
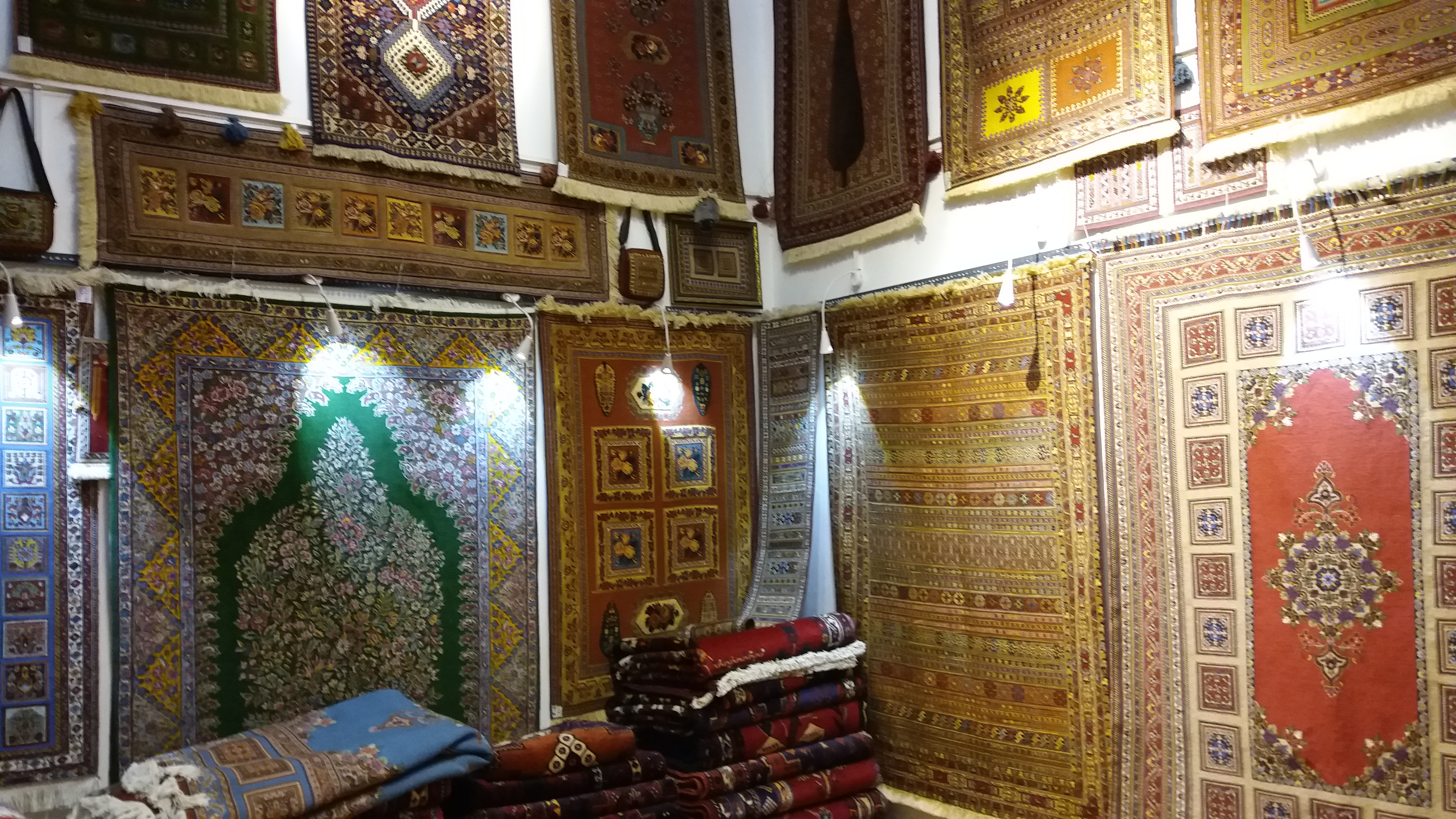
اکونوموزه بانو بی بی حیاتی
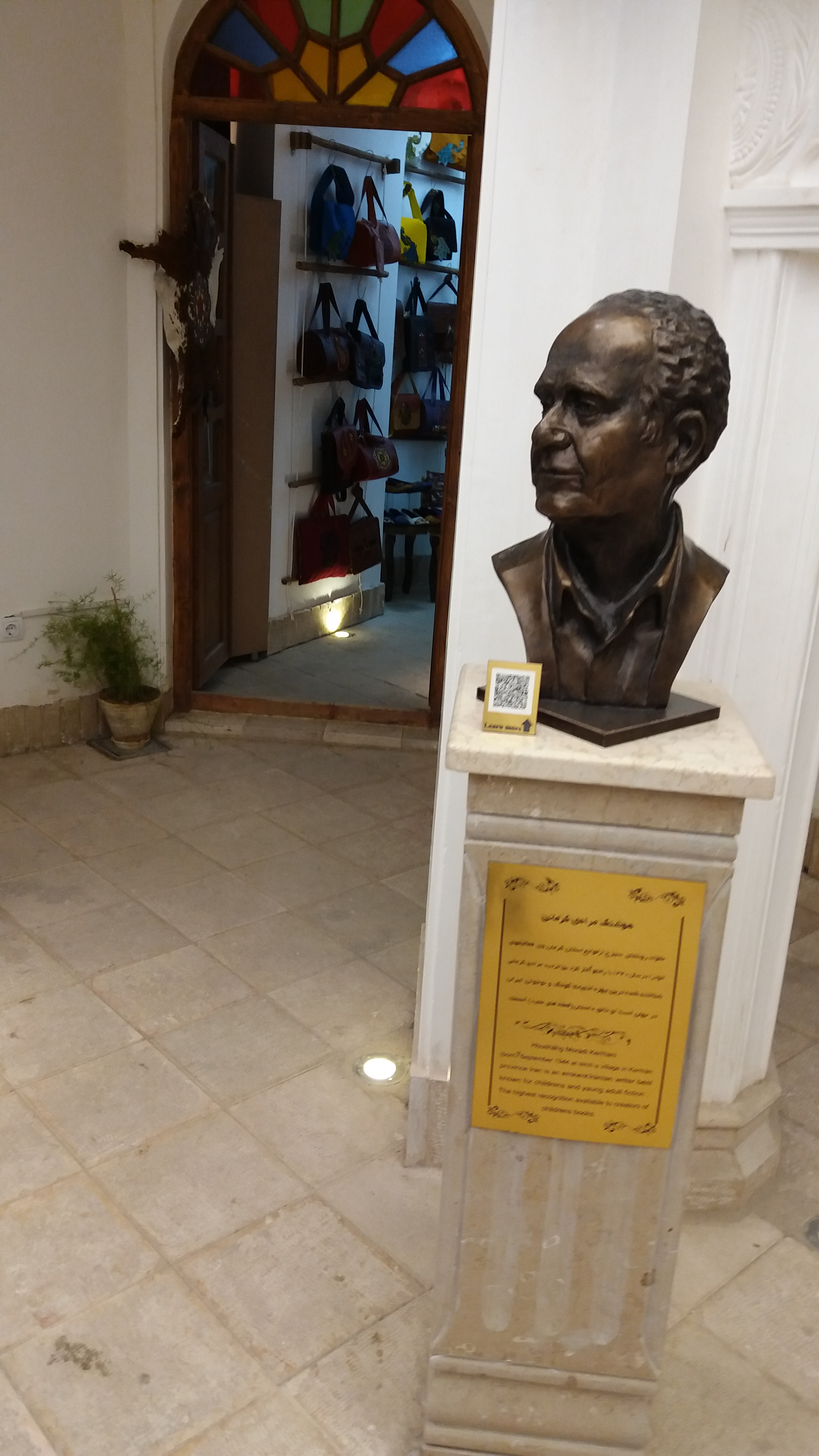
اکونوموزه بانو بی بی حیاتی
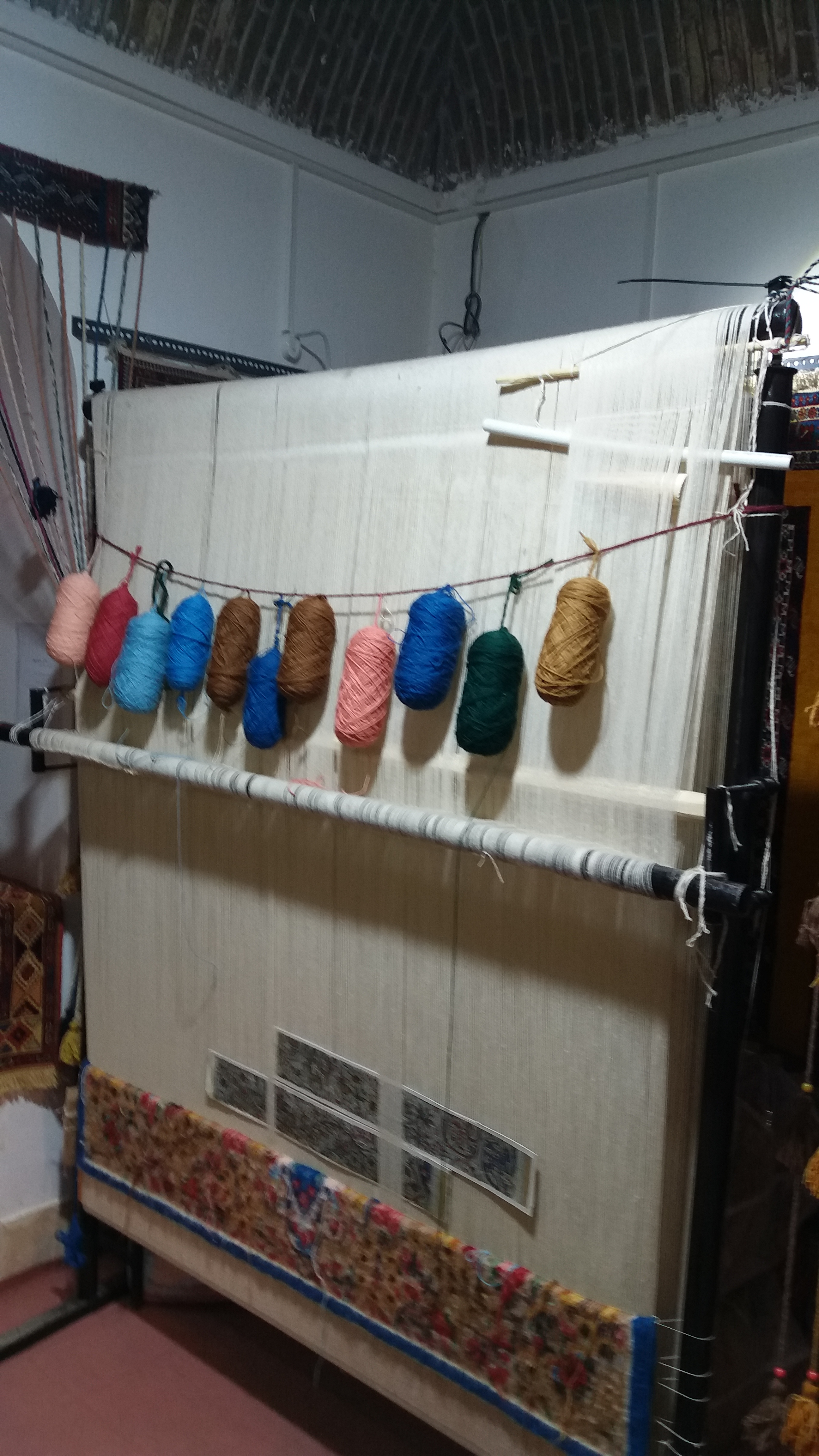
اکونوموزه بانو بی بی حیاتی
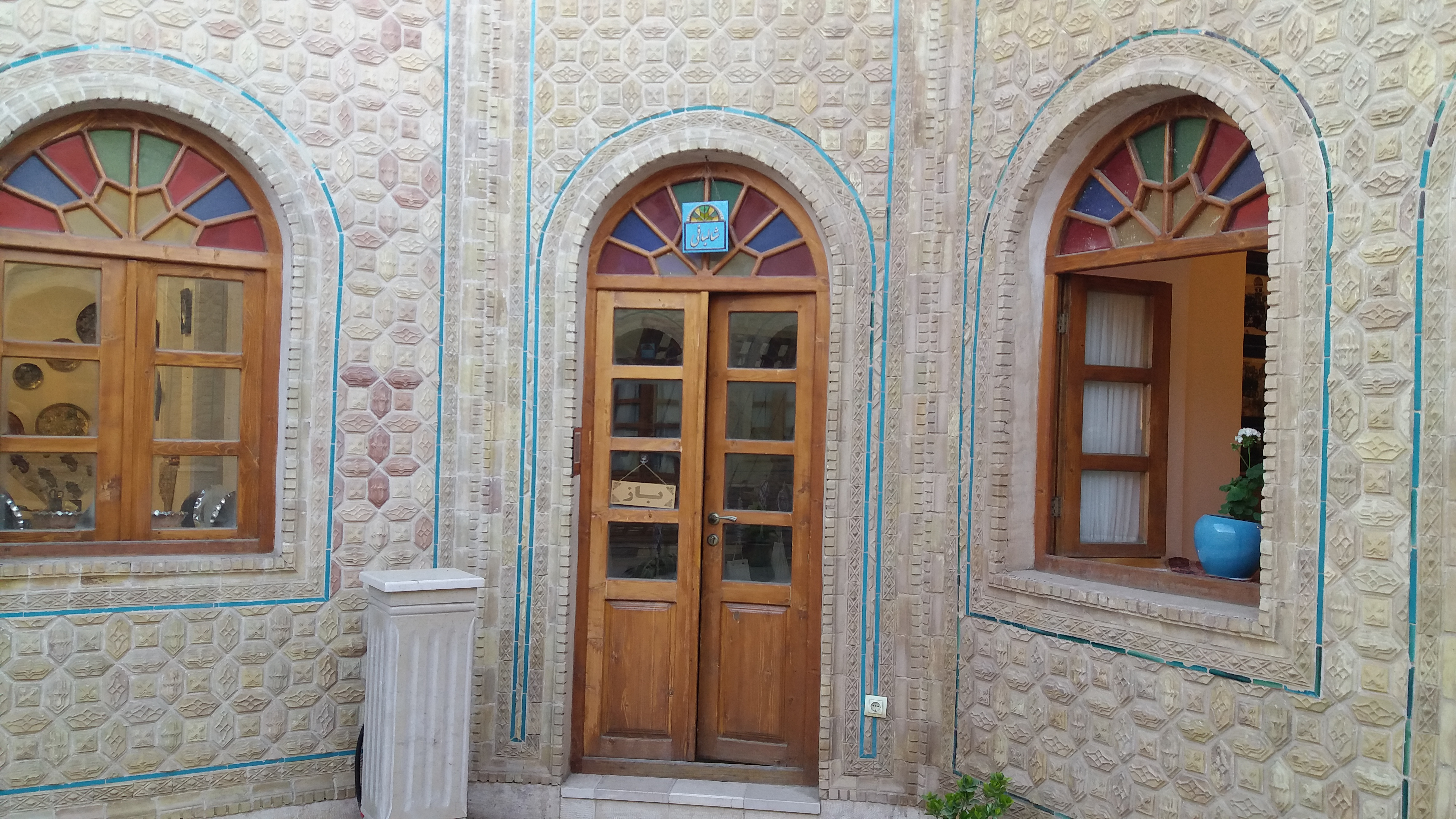
اکونوموزه بانو بی بی حیاتی
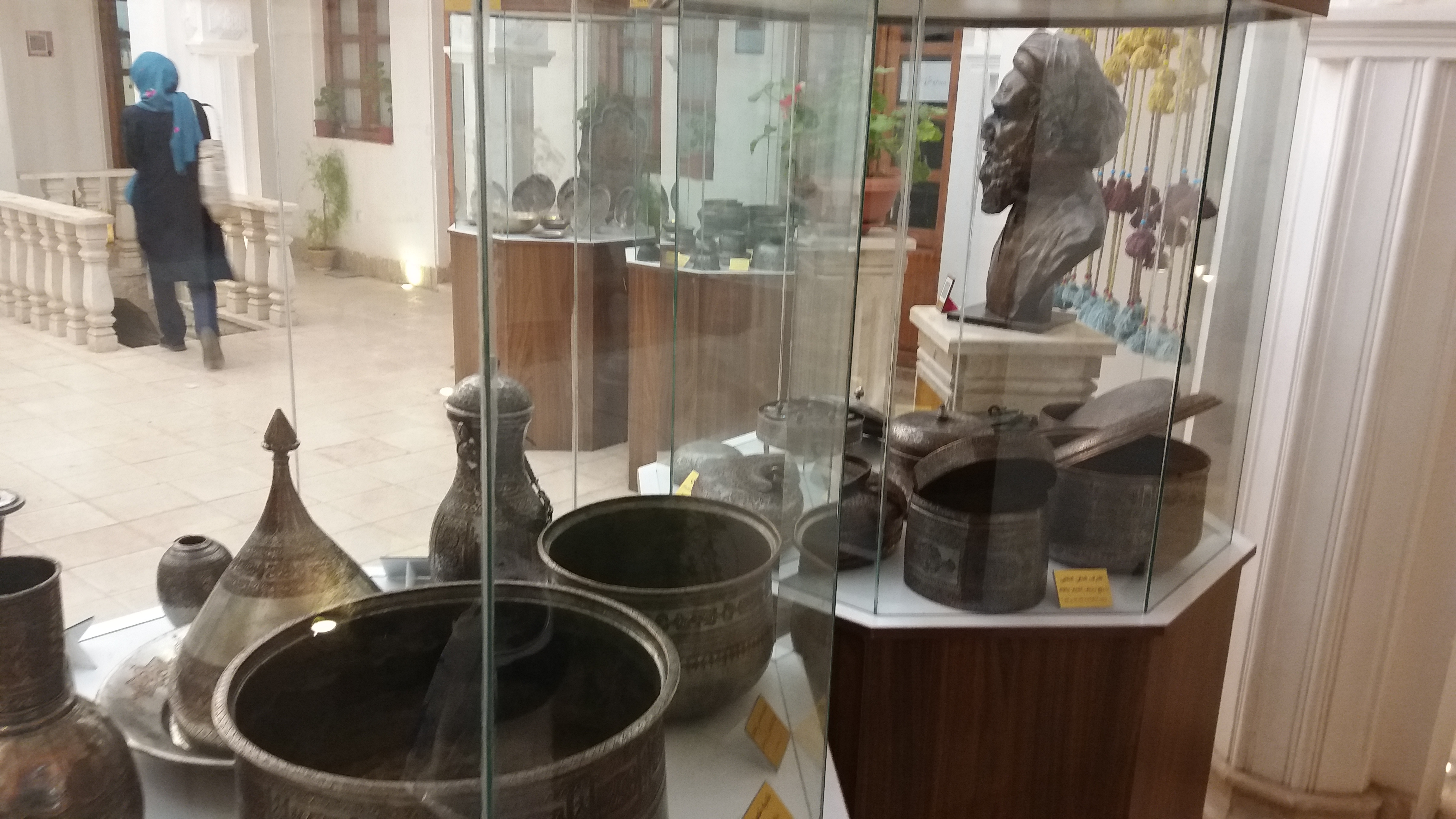
اکونوموزه بانو بی بی حیاتی
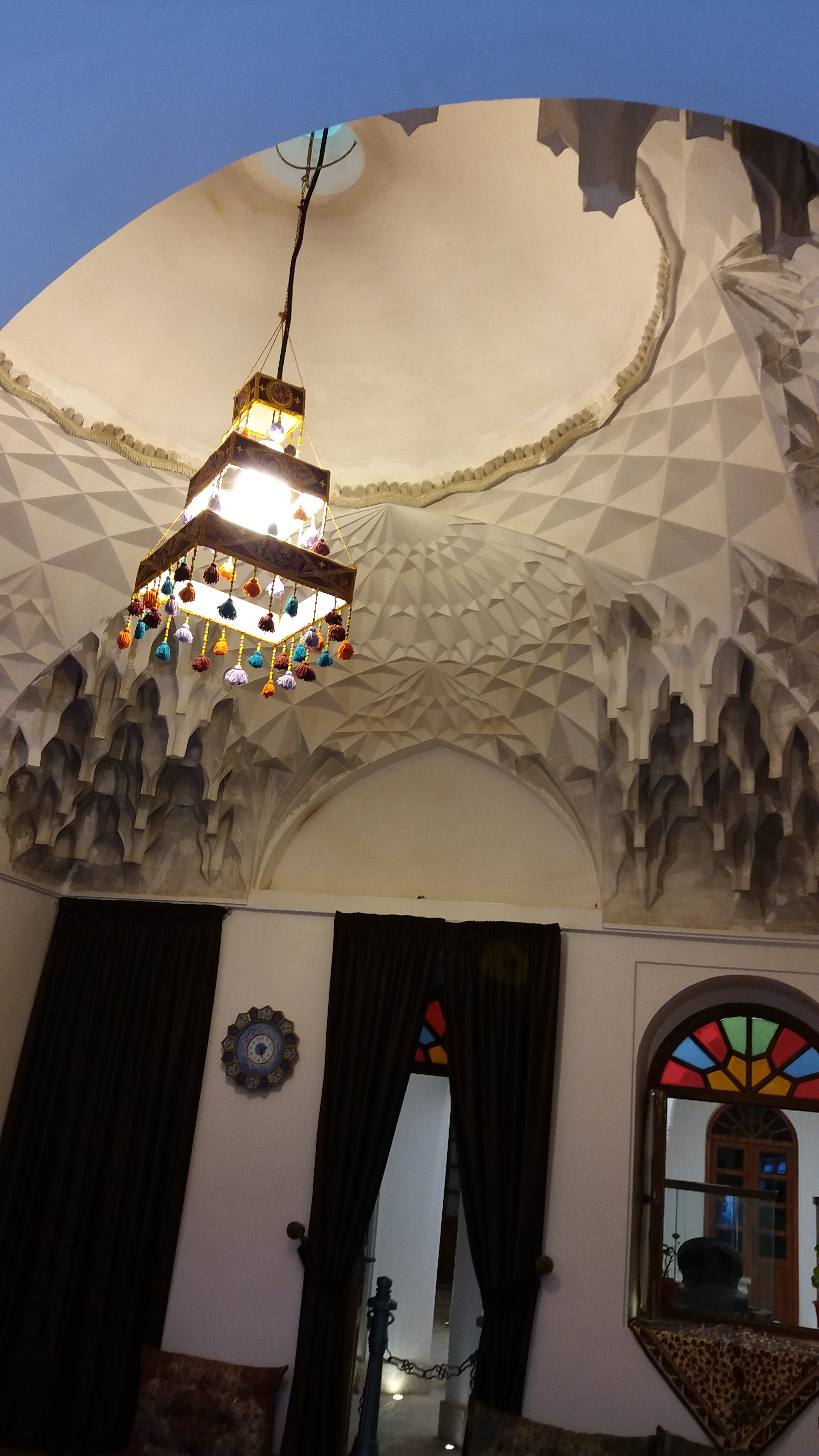
اکونوموزه بانو بی بی حیاتی
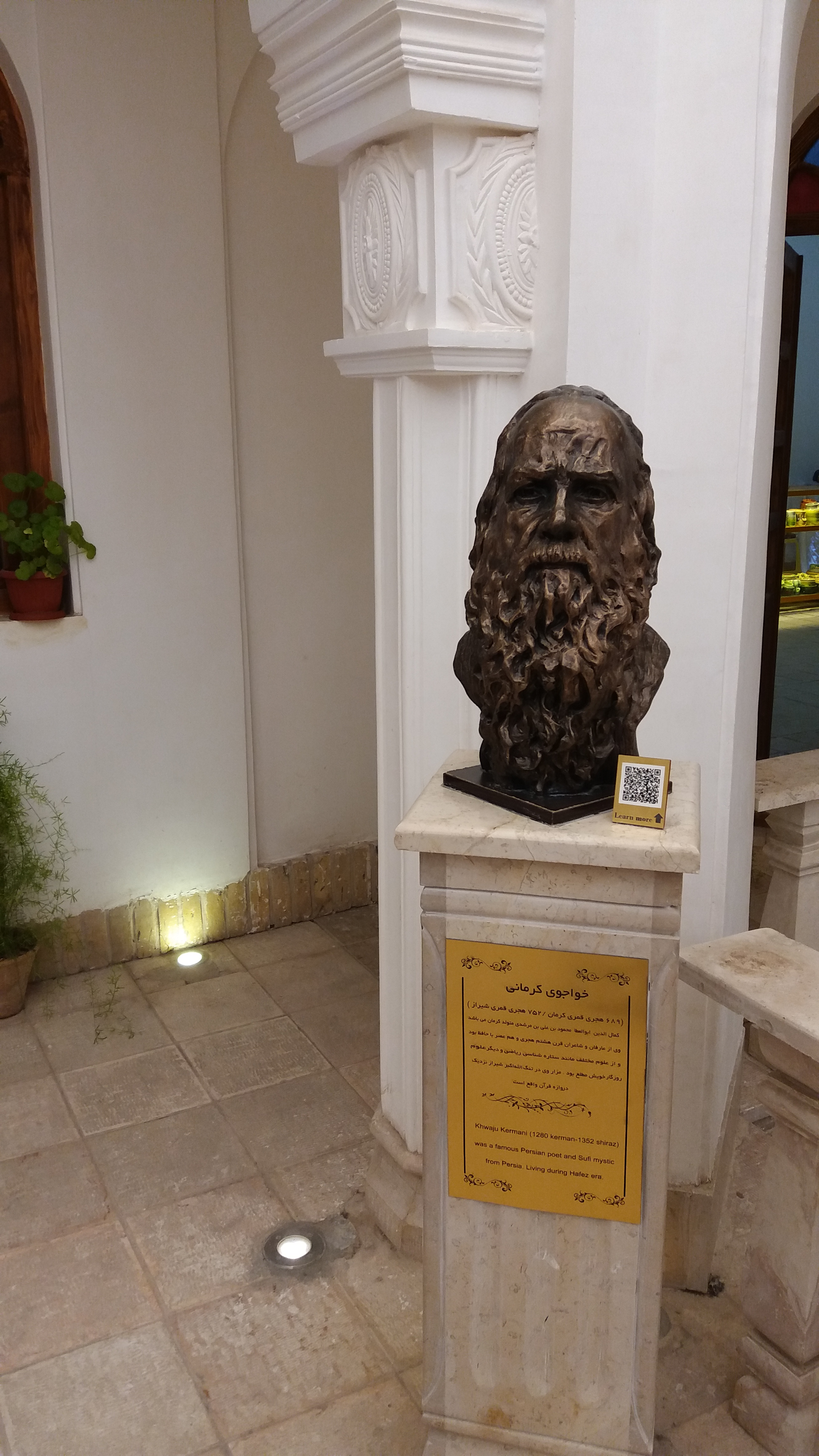
اکونوموزه بانو بی بی حیاتی
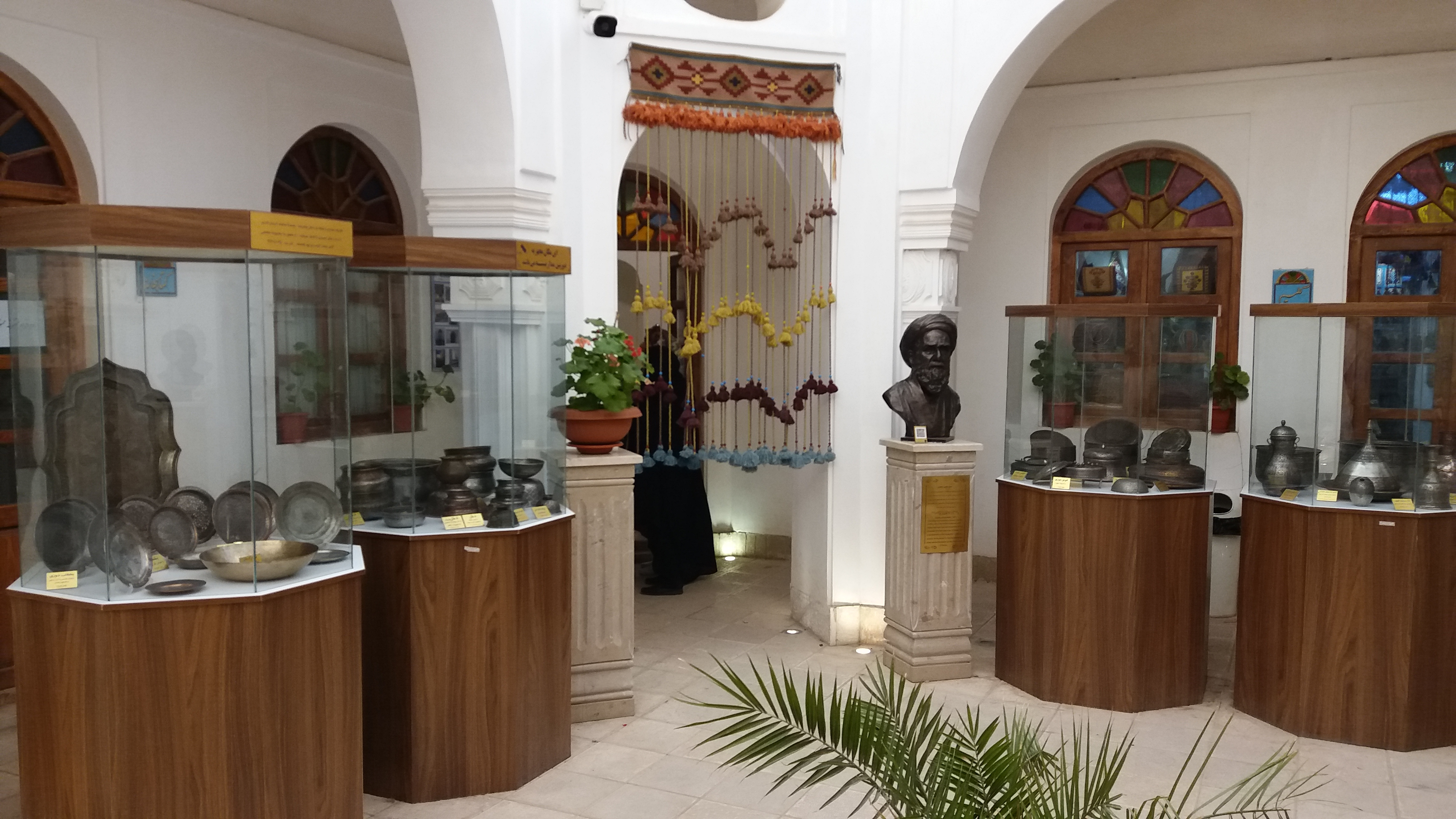
اکونوموزه بانو بی بی حیاتی
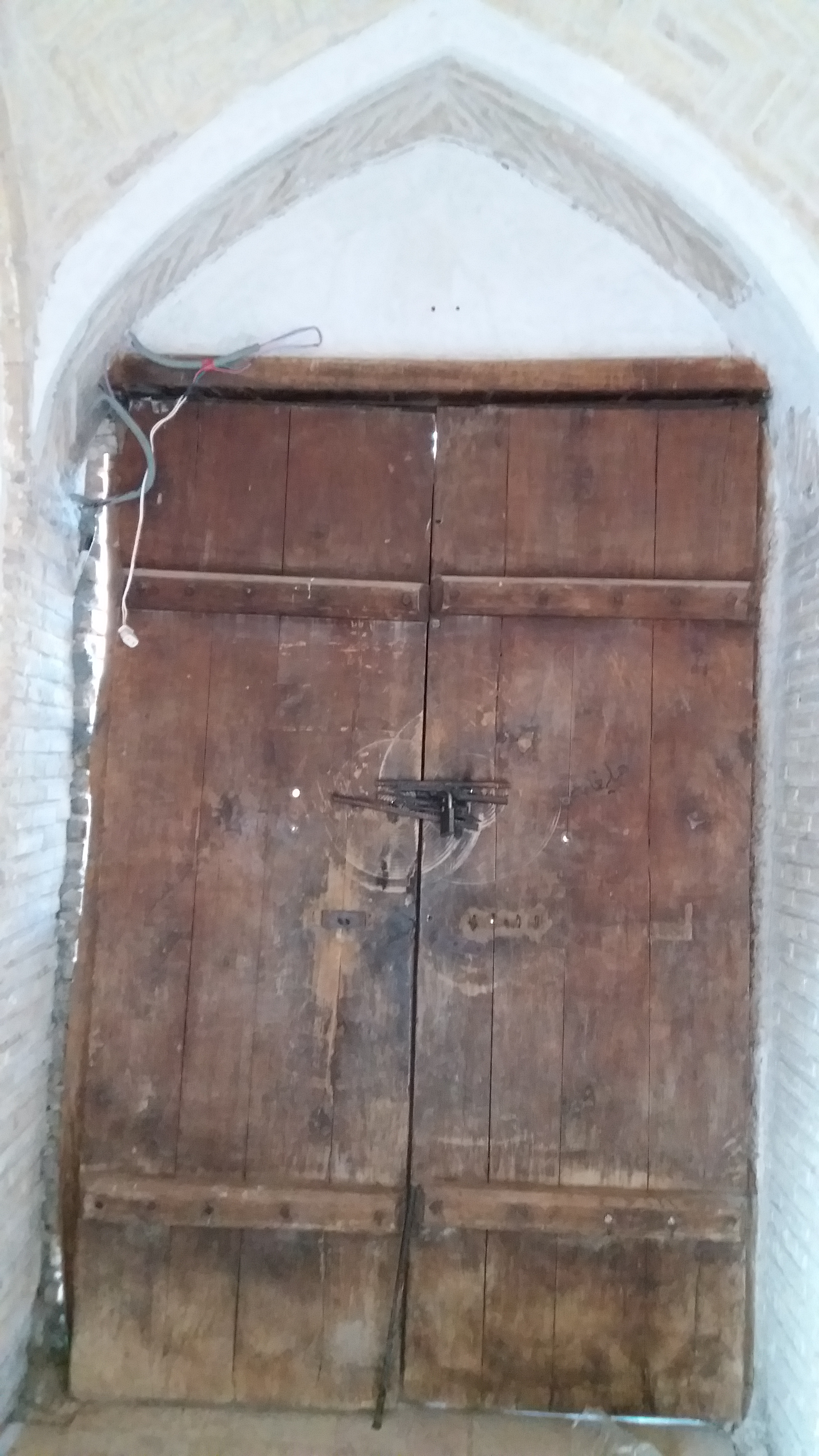
اکونوموزه بانو بی بی حیاتی